# Hoạt động tình báo của Trung Quốc ở nước ngoài
Chính phủ Trung Quốc tham gia vào các hoạt động gián điệp ở nước ngoài, được chỉ đạo bằng nhiều phương thức thông qua Bộ An ninh Quốc gia, Ban Công tác Mặt trận Thống nhất và Quân Giải phóng Nhân dân cũng như nhiều tổ chức mặt trận và doanh nghiệp nhà nước của Trung Quốc. Là nền kinh tế số 2 thế giới và nước đông dân nhất thế giới, Trung Quốc sở hữu một hệ thống tình báo đồ sộ chỉ sau Nga và Mỹ. Theo tình báo Mỹ thì Trung Quốc đang dần trở thành đối thủ ngang hàng, thách thức Mỹ trong nhiều lĩnh vực, đặc biệt về kinh tế quân sự và công nghệ, theo BBC tiếng Việt, từ lúc ông Tập Cận Bình trở thành Tổng Bí thư vào cuối năm 2012 đã tăng cường chiến dịch lùng tìm nội gián thông qua cuộc chiến tình báo.
Nhiều chiến thuật khác nhau được sử dụng bao gồm gián điệp mạng để truy cập thông tin nhạy cảm từ xa, tình báo tín hiệu và tình báo con người. Trung Quốc cũng tham gia vào hoạt động gián điệp công nghiệp nhằm thu thập thông tin để thúc đẩy nền kinh tế của mình, cũng như theo dõi những người bất đồng chính kiến ở nước ngoài như những người ủng hộ phong trào độc lập Tây Tạng và người Duy Ngô Nhĩ cũng như phong trào độc lập Đài Loan, phong trào độc lập Hồng Kông, Pháp Luân Công, những người ủng hộ các nhà hoạt động dân chủ và các nhà chỉ trích khác đối với Đảng Cộng sản Trung Quốc., trong đó, theo RFA thì Việt Nam là một trong những địa bàn mà tình báo Trung Quốc quan tâm bậc nhất tại khu vực Đông Nam Á, việc sử dụng lực lượng tình báo để can thiệp vào chính trường cũng như chính sách đối ngoại của Việt Nam là mục tiêu quan trọng của lực lượng tình báo của Trung Quốc.

## Phương thức hoạt động

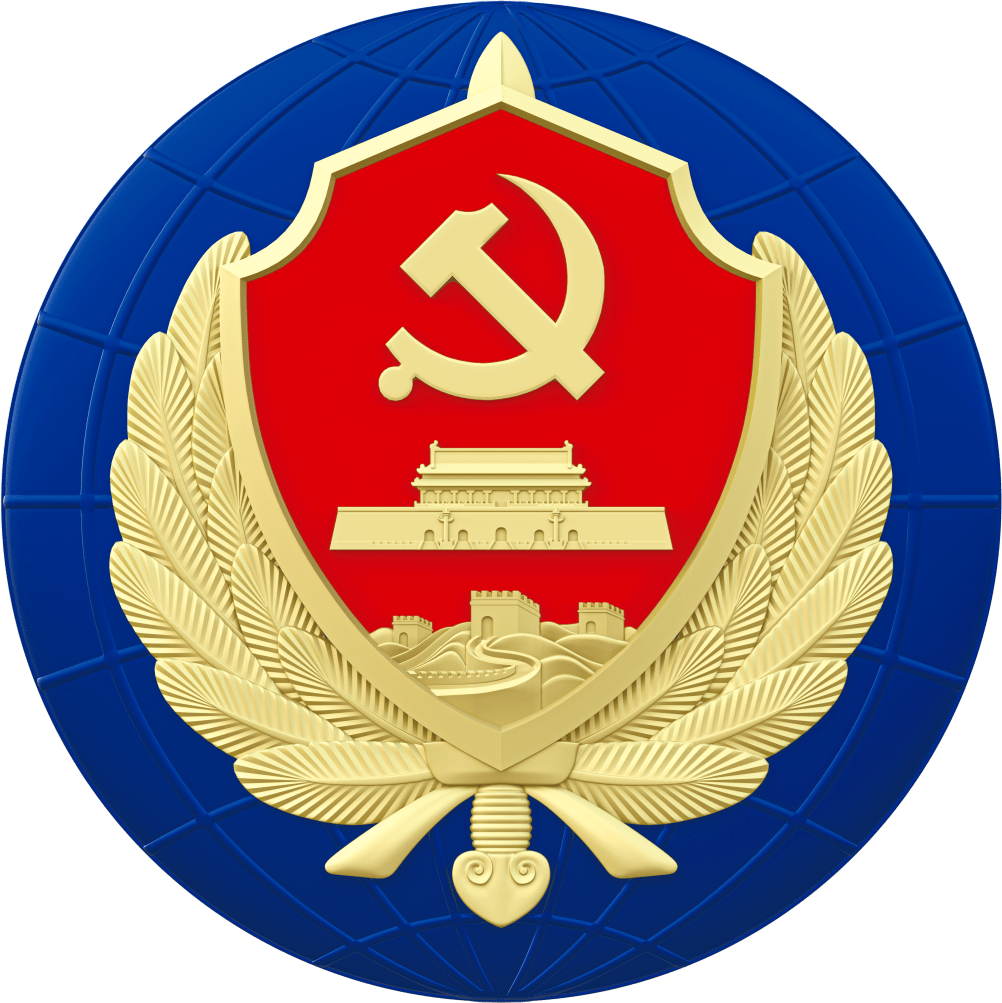
Con dấu của Bộ An ninh Quốc gia (Trung Quốc)

Người ta tin rằng hoạt động gián điệp của Trung Quốc là nhằm bảo vệ an ninh quốc gia của Trung Quốc thông qua việc thu thập các bí mật thương mại, công nghệ và quân sự. Người ta cũng tin rằng các cơ quan tình báo Trung Quốc hoạt động khác với các tổ chức gián điệp khác ở việc sử dụng chủ yếu là các học giả hoặc sinh viên sẽ đến nước sở tại chỉ một thời gian ngắn, thay vì dành nhiều năm để trau dồi một vài nguồn tin cấp cao hoặc các điệp viên hai mang. Việc sử dụng tài sản tình báo phi truyền thống được hệ thống hóa trong luật pháp Trung Quốc. Điều 14 của Luật Tình báo Quốc gia 2017 của Trung Quốc quy định rằng các cơ quan tình báo Trung Quốc "có thể yêu cầu các cơ quan, tổ chức và công dân có liên quan cung cấp hỗ trợ, trợ giúp và hợp tác cần thiết." Bẫy mật ong và kompromat cũng là những công cụ phổ biến của các cơ quan tình báo Trung Quốc.
Hầu hết thông tin về các hoạt động tình báo của Trung Quốc được biết đến từ những người đào ngũ (tiếng Anh: defector), bị chính quyền Trung Quốc cáo buộc nói dối nhằm mục đích chống lại nhà nước Cộng hòa Nhân dân Trung Hoa. Một ngoại lệ được biết đến đối với quy tắc này là trường hợp của Katrina Leung, người bị buộc tội đã ngoại tình với một nhân viên FBI để lấy các tài liệu nhạy cảm từ anh ta. Một thẩm phán Hoa Kỳ đã bác bỏ mọi cáo buộc chống lại cô do hành vi sai trái của cơ quan công tố.
Hoa Kỳ tin rằng quân đội Trung Quốc đã phát triển công nghệ mạng trong những năm gần đây để thực hiện hoạt động gián điệp đối với các quốc gia khác. Một số trường hợp xâm nhập máy tính nghi ngờ có sự tham gia của Trung Quốc đã được tìm thấy ở nhiều quốc gia khác nhau bao gồm Úc, New Zealand, Canada, Pháp, Đức, Hà Lan, Vương quốc Anh, Ấn Độ và Hoa Kỳ.
Sau khi bại lộ hoạt động gián điệp máy tính Shadow Network, các chuyên gia bảo mật tuyên bố "việc nhắm mục tiêu vào các nhà hoạt động Tây Tạng là một dấu hiệu mạnh mẽ cho thấy sự tham gia chính thức của chính phủ Trung Quốc" vì các tin tặc Trung Quốc chỉ theo đuổi thông tin kinh tế. Năm 2009, các nhà nghiên cứu Canada tại Trung tâm Nghiên cứu Quốc tế Munk thuộc Đại học Toronto đã kiểm tra các máy tính tại văn phòng cá nhân của Đức Đạt Lai Lạt Ma. Bằng chứng dẫn đến việc phát hiện ra GhostNet, một mạng gián điệp mạng lớn. Tin tặc Trung Quốc đã có quyền truy cập vào các máy tính thuộc sở hữu của chính phủ và các tổ chức tư nhân ở 103 quốc gia, mặc dù các nhà nghiên cứu nói rằng không có bằng chứng kết luận rằng chính phủ Trung Quốc đứng đằng sau nó. Máy tính bị thâm nhập bao gồm máy tính của Đạt Lai Lạt Ma, người Tây Tạng lưu vong, các tổ chức liên kết với Đạt Lai Lạt Ma ở Ấn Độ, Brussels, London và New York, đại sứ quán, bộ ngoại giao và các văn phòng chính phủ khác, và trọng tâm được cho là các chính phủ Nam Á và các nước Đông Nam Á. Các nhà nghiên cứu tương tự đã phát hiện ra mạng gián điệp thứ hai vào năm 2010. Mạng này có thể xem một số tài liệu bị đánh cắp bao gồm tài liệu mật về hệ thống tên lửa của Ấn Độ, an ninh ở một số quốc gia của Ấn Độ, tài liệu mật của đại sứ quán về các mối quan hệ của Ấn Độ ở Tây Phi, Nga và Trung Đông, các lực lượng NATO đi lại ở Afghanistan, và email cá nhân của Đức Đạt Lai Lạt Ma trong 1 năm liền. Các tin tặc được liên kết một cách "tinh vi" với các trường đại học ở Trung Quốc. Bắc Kinh một lần nữa phủ nhận có liên quan đến hệ thống này. Vào năm 2019, các tin tặc Trung Quốc giả danh The New York Times, Tổ chức Ân xá Quốc tế và các phóng viên của tổ chức khác đã nhắm mục tiêu vào văn phòng riêng của Đức Đạt Lai Lạt Ma, các thành viên Quốc hội Tây Tạng và các tổ chức phi chính phủ Tây Tạng, và các tổ chức khác. Facebook và Twitter đã đánh sập một mạng lưới bot lớn của Trung Quốc đang lan truyền thông tin sai lệch về các cuộc biểu tình ở Hồng Kông 2019–20 và cuộc tấn công kéo dài một tháng nhằm vào các công ty truyền thông Hồng Kông có dấu vết của tin tặc Trung Quốc.
Công nghệ trí tuệ nhân tạo giám sát và nhận dạng khuôn mặt (AI) được phát triển trong nội địa Trung Quốc để xác định người Duy Ngô Nhĩ, một dân tộc thiểu số theo đạo Hồi, hiện được sử dụng trên khắp Trung Quốc và bất chấp những lo ngại về an ninh đối với sự tham gia của Trung Quốc vào mạng không dây 5G, được công ty nhà nước Xuất nhập khẩu điện tử quốc gia Trung Quốc và Huawei sản xuất và xuất khẩu trên toàn thế giới đến nhiều quốc gia, bao gồm Ecuador, Zimbabwe, Uzbekistan, Pakistan, Kenya, Các Tiểu vương quốc Ả Rập Thống nhất, Venezuela, Bolivia, Angola và Đức. Các công ty và trường đại học của Mỹ như MIT đang hợp tác và Princeton, Quỹ Rockefeller và Hệ thống hưu trí của công chức California đang hỗ trợ, giám sát Trung Quốc và các công ty khởi nghiệp AI như Hikvision, SenseTime và Megvii, hiện tại đang bán các phiên bản tiếng Trung rẻ tiền hơn của hệ thống giám sát quốc gia, đã phát triển các hệ thống giám sát trí tuệ nhân tạo, mặc dù điều này đang bị hạn chế phần nào do các công ty này bị Mỹ tuyên bố là các mối đe dọa an ninh quốc gia và là những tổ chức vi phạm nhân quyền, cũng như những lo ngại về thương mại Mỹ-Trung. Trung Quốc đang đầu tư vào các công ty khởi nghiệp AI của Mỹ và đang bắt đầu vượt Mỹ về đầu tư vào AI.
Vào tháng 7 năm 2020, trong báo cáo thường niên của mình, cơ quan tình báo trong nước của Đức, BfV, đã cảnh báo người tiêu dùng rằng dữ liệu cá nhân mà họ cung cấp cho các công ty thanh toán Trung Quốc hoặc các công ty công nghệ khác như Tencent, Alibaba v.v.., có thể sẽ nằm trong tay của chính quyền Trung Quốc. Vào tháng 9 năm 2020, một công ty Trung Quốc, Thâm Quyến Zhenhua Data Technology đã nằm trong tầm ngắm trên toàn thế giới về khả năng khai thác và tích hợp dữ liệu lớn và dữ liệu cũng như ý định liên quan đến việc sử dụng nó. Theo thông tin từ “Hệ thống công khai thông tin tín dụng doanh nghiệp quốc gia”, được Cơ quan quản lý nhà nước về quản lý thị trường ở Trung Quốc điều hành, các cổ đông của Công ty TNHH Công nghệ thông tin dữ liệu Zhenhua là hai thể nhân và một doanh nghiệp hợp danh có đối tác là người thật. Wang Xuefeng, giám đốc điều hành và là cổ đông của Zhenhua Data, đã công khai khoe rằng ông ủng hộ “chiến tranh hỗn hợp” thông qua thao túng dư luận và “chiến tranh tâm lý”.
Trong phân công nhiệm vụ tình báo thì Nhiệm vụ của Cục II được phân loại theo tình huống chiến đấu quy mô gồm Nơi đóng quân, trang bị vũ khí và khả năng chiến đấu của lực lượng vũ trang (quân đội và lực lượng nổi loạn) tồn tại gần cận với Cộng hòa nhân dân Trung Hoa. Những lực lượng này bao gồm Cộng đồng các quốc gia độc lập (SNG), Mông Cổ, Afganistan, Việt Nam, Thái Lan, Myanmar, Ấn Độ, Campuchia, Đài Loan, Bắc Triều Tiên, Hàn Quốc và Nhật Bản, cũng như lực lượng Hoa Kỳ ở Đông Nam Á.

## Phạm vi

### Châu Á

#### Việt Nam
Theo RFA thì Việt Nam là một trong những địa bàn mà tình báo Trung Quốc quan tâm bậc nhất tại khu vực Đông Nam Á hiện nay, việc sử dụng lực lượng tình báo để can thiệp vào chính trường cũng như chính sách đối ngoại của Việt Nam là mục tiêu quan trọng của lực lượng tình báo của Trung Quốc, những vụ sử dụng tin tặc đánh sập mạng lưới điều khiển của sân bay Nội Bài và Tân Sơn Nhất năm 2016, còn có nhiều vụ bị nghi là có bàn tay đằng sau của tình báo Trung Quốc như vụ đập phá các công ty, xí nghiệp năm 2014 nhân sự kiện Trung Quốc hạ đặt giàn khoan HD 981 vào vùng đặc quyền kinh tế của Việt Nam nhưng khi mà các hoạt động tình báo của Trung Quốc rầm rộ lại không thấy sự lên tiếng nào của các cơ quan tình báo Việt Nam để cảnh báo do e ngại trước quan hệ với Trung Quốc. Theo bộ phim nghiên cứu FireEye, các tin tặc Trung Quốc bị nghi ngờ là nhằm vào chính phủ và các tổ chức ở Việt Nam. Nhóm tin tặc Conimes đã tạo mã độc trong các phiên bản trước năm 2012 của Microsoft Word.

#### Campuchia
Kể từ ít nhất tháng 4 năm 2017, TEMP. Periscope, một mối đe dọa dai dẳng tiên tiến có trụ sở tại Trung Quốc, đã tấn công các tổ chức của Campuchia liên quan đến cuộc tổng tuyển cử năm 2018. Các mục tiêu bao gồm Ủy ban Bầu cử Quốc gia, Bộ Nội vụ, Bộ Ngoại giao và Hợp tác Quốc tế, Thượng viện Campuchia, và Bộ Kinh tế và Tài chính. APT đã tham gia vào một vụ lừa đảo chống lại Monovithya Kem của Đảng Cứu hộ Quốc gia Campuchia, gửi các thông điệp mạo danh Liên đoàn Cổ động và Bảo vệ Nhân quyền Campuchia.

#### Hong Kong
Theo Đại Kỷ Nguyên, tổ chức truyền thông của Pháp Luân Công   và các nhóm chính trị Dân chủ, Trung Quốc đã gửi gián điệp đến Hồng Kông để quấy rối những người bất đồng chính kiến và các học viên Pháp Luân Công. Năm 2012, theo Oriental Daily, một quan chức Bộ An ninh Trung Quốc đã bị bắt tại Hồng Kông vì tình nghi làm điệp viên hai mang cho Mỹ.

#### Ấn Độ
Ấn Độ đã âm thầm thông báo cho các công ty tránh sử dụng thiết bị viễn thông do Trung Quốc sản xuất vì lo ngại rằng thiết bị này có thể có khả năng gián điệp được nhúng trong đó. Ngoài ra, cơ quan tình báo của Ấn Độ, Cánh Nghiên cứu và Phân tích (RAW) tin rằng Trung Quốc đang sử dụng hàng chục trung tâm nghiên cứu mà họ đã thiết lập ở Nepal gần biên giới Ấn Độ một phần cho mục đích do thám Ấn Độ.
Vào tháng 8 năm 2011, một tàu nghiên cứu của Trung Quốc cải trang thành một tàu đánh cá đã bị phát hiện ngoài khơi bờ biển Little Andaman, thu thập dữ liệu trong một khu vực nhạy cảm về địa chiến lược.
Chiến dịch hack "Luckycat" vốn nhắm vào Nhật Bản và Tây Tạng cũng nhắm vào Ấn Độ. Một mã độc Trojan đã được chèn vào tệp Microsoft Word về chương trình phòng thủ tên lửa đạn đạo của Ấn Độ, cho phép các máy chủ chỉ huy và điều khiển kết nối và trích xuất thông tin. Các cuộc tấn công sau đó được truy tìm tới một sinh viên Trung Quốc tốt nghiệp từ Tứ Xuyên và chính phủ Trung Quốc bị nghi ngờ lên kế hoạch cho các cuộc tấn công này.
Các tin tặc Trung Quốc có liên hệ với Cục Kỹ thuật thứ ba của Quân Giải phóng Nhân dân đã phát động các chiến dịch tấn công liên tục và quy mô chống lại Chính quyền Trung Tây Tạng, có trụ sở tại Dharamshala. Năm 2018, Hải quân PLA đã triển khai tàu Type 815G ELINT ở vùng biển ngoài khơi các đảo Andaman và Nicobar trong hai tuần, theo báo cáo của cơ quan tình báo Ấn Độ.

### Châu Phi

#### Ethiopia
Vào tháng 1 năm 2018, Le Monde đưa tin rằng trụ sở của Liên minh châu Phi, do Tổng công ty Kỹ thuật Xây dựng Nhà nước Trung Quốc xây dựng, đã bị xâm phạm hệ thống máy tính từ năm 2012 đến năm 2017, với dữ liệu từ các máy chủ AU được chuyển tiếp đến Thượng Hải. Hệ thống máy tính của tòa nhà sau đó đã bị gỡ bỏ và AU đã từ chối đề nghị cấu hình hệ thống thay thế của Trung Quốc. Le Monde cáo buộc rằng AU sau đó đã che đậy vụ hack để bảo vệ lợi ích của Trung Quốc ở lục địa đen.
Trung Quốc và Liên minh châu Phi đã bác bỏ các cáo buộc này. Thủ tướng Ethiopia Hailemariam Desalegn đã bác bỏ báo cáo của truyền thông Pháp, nói rằng ông không tin điều đó. Moussa Faki Mahamat, người đứng đầu Ủy ban Liên minh châu Phi, cho biết những cáo buộc trong báo cáo của Le Monde là sai sự thật. "Đây là những cáo buộc hoàn toàn sai sự thật và tôi tin rằng chúng tôi hoàn toàn coi thường các cáo buộc này." 